# Buderaj, Dubno
Buderaj (în ucraineană Будераж) este un sat în comuna Povcea din raionul Dubno, regiunea Rivne, Ucraina.

## Demografie
Componența lingvistică a localității Buderaj
     Ucraineană (98,43%)
     Rusă (1,57%)
Conform recensământului din 2001, majoritatea populației localității Buderaj era vorbitoare de ucraineană (98,43%), existând în minoritate și vorbitori de rusă (1,57%).